# Anja Zavadlav
Anja Zavadlav, slovenska alpska smučarka, * 11. maj 1960, Ljubljana. 
Anja je bila predvsem slalomistka. V svetovnem pokalu se je med letoma 1979 in 1985 uvrščala med dobitnice točk ali pa na uvrstitve blizu njih.

## Tekmovalna kariera

### Svetovni pokal
Na tekmah za svetovni pokal je debitirala v Mariboru 8. februarja 1979 in osvojila 22. mesto v slalomu.
V svoji karieri se je enajstkrat uvrstila med najboljšo deseterico v slalomu. Najboljšo uvrstitev je dosegla 27. marca 1982 na slalomu v Montgenevreju, Francija kjer je bila četrta.

### Olimpijske igre 1980 in 1984
Anja Zavadlav je za Jugoslavijo nastopila na Zimskih olimpijskih igrah 1980 v Lake Placidu, kjer je nastopila v veleslalomu in slalomu ter na Zimskih olimpijskih igrah 1984 v Sarajevu, kjer je tekmovala samo v slalomu.

### Svetovno prvenstvo Schladming 1982
Dne 5. februarja 1982 je bil edini nastop Anje na svetovnih prvenstvih. To je bilo SP 1982, ki se je odvijalo v Schladmingu. Nastopila je v slalomu ter na njem zasedla 12. mesto.